# La Promesse (Dürrenmatt)
Pour les articles homonymes, voir La Promesse.
La Promesse (Das Versprechen) est un roman policier de l'écrivain suisse Friedrich Dürrenmatt paru en langue allemande en 1958.
Le roman s'inspire du scénario du film Ça s'est passé en plein jour dont Dürrenmatt est le principal coauteur. L'ouvrage comporte le sous-titre : « Requiem pour le roman policier ».

## Résumé
Mathieu est un policier très talentueux. Quelques jours avant sa mutation en Jordanie, il apprend qu'une jeune fille, Gritli Moser, a été retrouvée morte dans une forêt. Mathieu fait la promesse à la mère de l'enfant de retrouver le meurtrier.
Très vite, l'homme qui retrouva le corps se profile comme le coupable idéal. Après de longues heures d'interrogatoire, il finit par avouer et se pend dans sa cellule. L'affaire est classée. Cependant, Mathieu est convaincu que le coupable est quelqu'un d'autre. Il annule son départ pour la Jordanie et se lance dans une enquête privée pour trouver le meurtrier. Cette enquête lui prendra sa vie, il deviendra alcoolique, dépravé et presque fou...

## Adaptations au cinéma
- 1958 : Ça s'est passé en plein jour (Es geschah am hellichten Tag), film hispano-helvetico-allemand réalisé par Ladislas Vajda
- 1990 : Crépuscule (en) (Szürkület), film hongrois réalisé par György Fehér (en)
- 2001 : The Pledge, film américain réalisé par Sean Penn, avec Jack Nicholson, Robin Wright et Patricia Clarkson